# Ossenmarkt 5
Het pand Ossenmarkt 5 is een monumentaal 17e-eeuws pand aan de Ossenmarkt in de stad Groningen. Het ontwerp wordt toegeschreven aan de toenmalige stadsbouwmeester Garwer Peters.

## Beschrijving
Het huis werd in 1624, direct na de uitgifte van de gronden aan de Ossenmarkt, gebouwd in opdracht van Geert Schaffer. De standaard perceel breedte in Groningen was twee roede  (ongeveer acht meter). De Ossenmarkt was bedoeld voor de welvarendste burgers waarbij huizen ontworpen konden worden op dubbelbrede percelen. In de diepte liep het perceel door tot aan het Nieuwe Kerkhof waar een koetshuis en knechtenwoningen werden gebouwd.  
Het pand Ossenmarkt 5 is zeven traveeën breed onder een dwars zadeldak. Het bestaat uit twee achter elkaar liggende beuken van ongelijke breedte. Kenmerkend zijn de schelpboogvullingen boven de smalle vensters. De geveltop is rijk versierd met beeldhouwwerk. Hierin zijn in 1644 een drietal schildhoudende leeuwtjes met alliantiewapen aangebracht door de toenmalige eigenaren Tobias Andreae en Elizabeth de Geer.
In 1723 zijn in opdracht van de toenmalige eigenaar, Adriaan Joseph Trip, onder meer de kroonlijst en de ingangspartij toegevoegd. Door de ingangspartij verloor het pand wel zijn symmetrische uiterlijk. In 1863 kreeg de voorgevel de huidige vorm toen de ramen werden vervangen door de huidige achtruiters met zonneblinden aan de buitenkant.
In 1867 werd het nog verder naar achteren uitgebouwd in opdracht van de toenmalige bewoners, de toenmalige burgemeester van Groningen, Berend van Roijen en zijn echtgenote. De datum is vastgelegd in een eerste steen met datum en opdrachtgevers.

## Eigendom
Het pand werd in 1930 aangekocht door de Vereniging Hendrick de Keyser. Deze liet in hetzelfde jaar het interieur restaureren. In 1956 volgde de voorgevel. In het begin van de 21e eeuw zijn nog aanvullende werkzaamheden uitgevoerd.
Ossenmarkt 5 werd in 1971 aangewezen als rijksmonument.

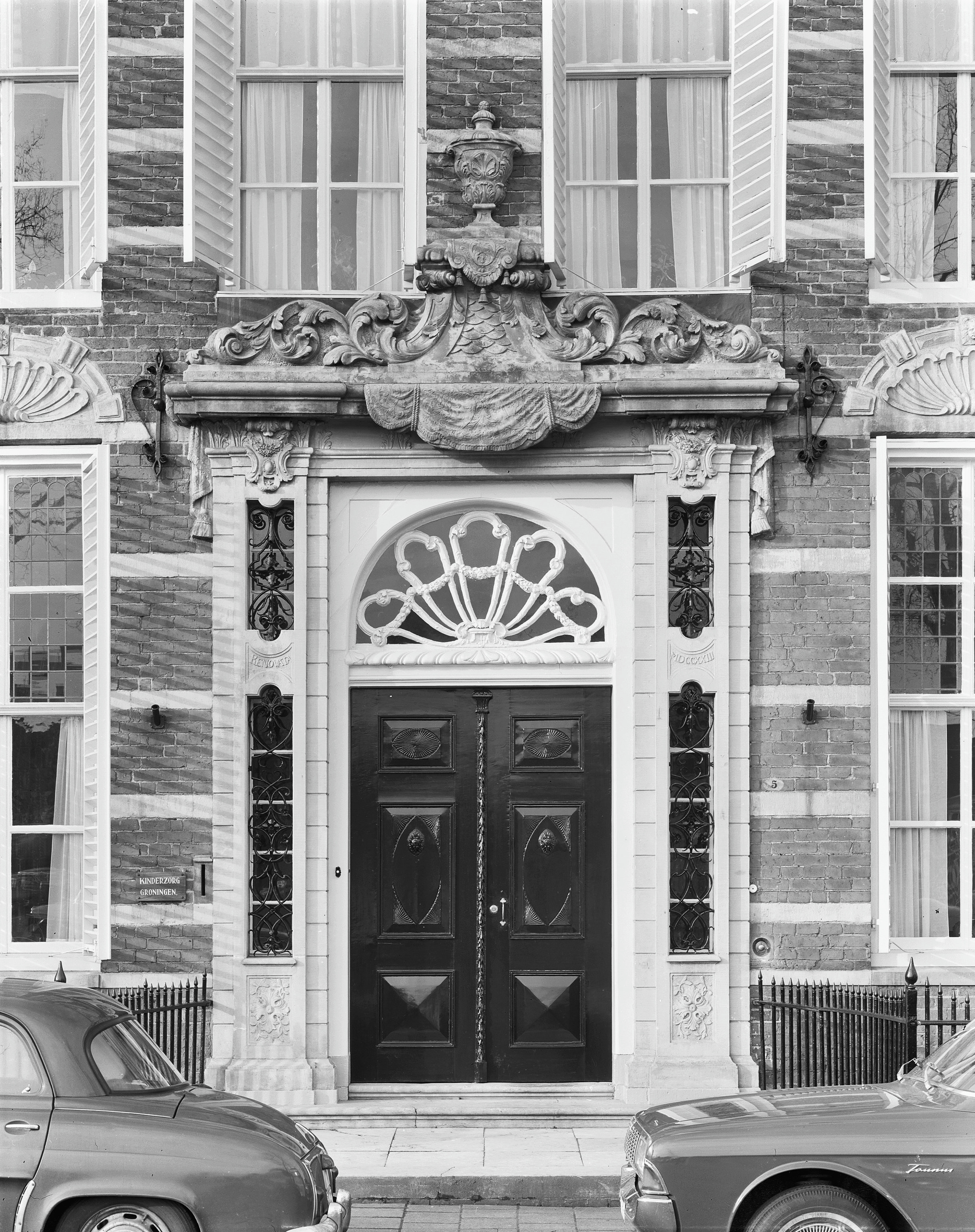
Ingangspartij
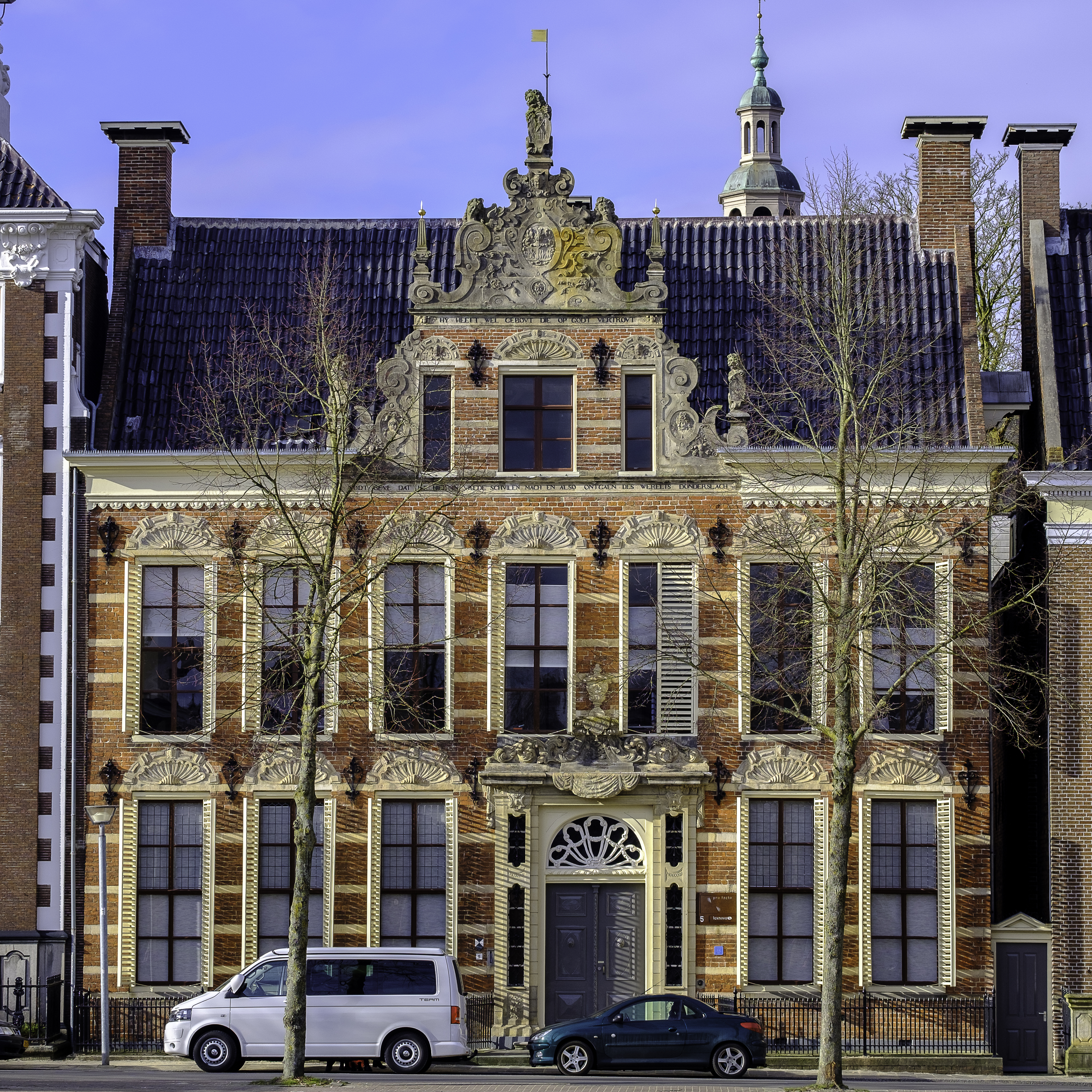
Vooraanzicht gevel
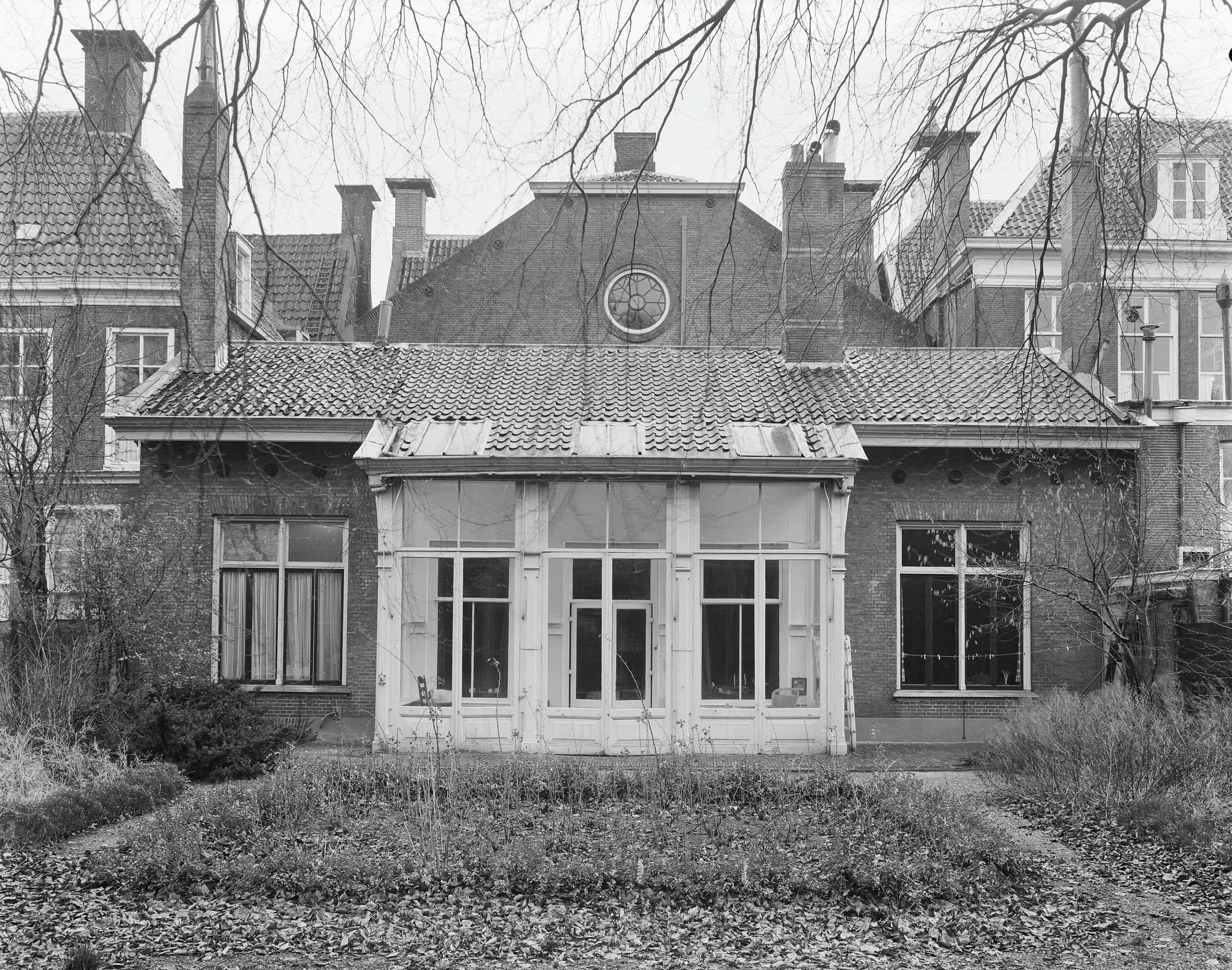
Achtergevel
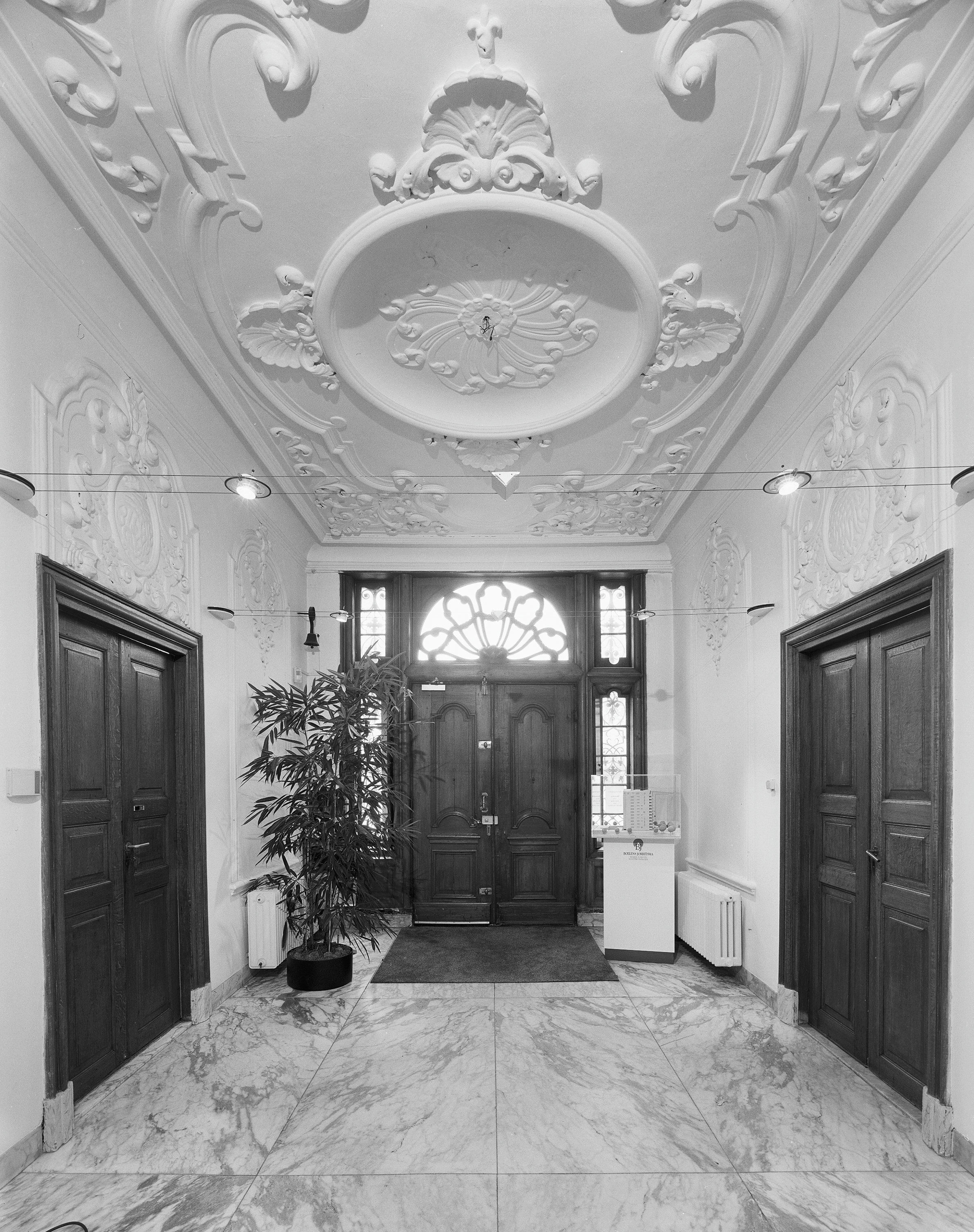
Hal in de richting van de voordeur